# نشا
النَّشَا (مقتضبة من نشاسته المعربة «نشاستج» من الفارسية؛ هو خليط عديد السكاري لكاربوهيدرات معقدين اثنين وهما الأميلوز والأميلوبيكتين، وكلاهما مكثور من الغلوكوز. تعمد النباتات لبناء النشا كطريقة لتخزين الغلوكوز الفائض لديها.
الصيغة الكيميائية للنشا هي: (C6H10O5)n, حيث إنه بوليمر من الغلوكوز ذي الصيغة الكيميائية: C6H12O6.
يتكون من تكاثف أكثر من 300 وحدة من الألفا جلوكوز وهو يوجد مختزن في النبات ويوجد في حبيبات ذات غلاف سيلولوزي لا يتمزق إلا بالغليان وعندما تتواجد حبة نشا في الماء بإذابتها تتعكر المياه ولكن بعد فترة يرسب النشا وذلك لوجود طبقة عازلة بين النشا والماء تتمثل في الحويصلات السيلولوزية المحيطة بجزيئات النشا 
عند غلي الماء تتمزق الحويصلات السيلليوزية ومن ثم ينتشر النشا في المحلول وعندما تكون كمية النشا كبيرة يكون المحلول هلامي، وللعلم يعطي النشا لون أزرق مع اليود.
يتحلل النشا بواسطة إنزيم الأميليز اللعابي إلى ديكسترينات عالية تعطي لونا أزرقا برونزياً أو بنياً مع اليود تليها مرحلة ارثرو ديكسترينات الذي يعطي لونا أحمرا أو برتقاليا أحمرا مع اليود وتليها مرحلة الأكرو ديكسترينات الذي لا يعطي أي لون مع اليود ثم المرحلة الأخيرة وهي المالتوز.
- بالنسبة للتغذية فالنشا من الكربوهيدرات ويوجد بصفة أساسية في الخبز والبطاطس والأرز والمعكرونة. وتبلغ قيمته الحرارية نحو 400 من السعرات الحرارية لكل 100 جرام منها (جافة).

## وصف المادة
هي عبارة عن مسحوق ناعم جداً يتفتت بين الأصابع عند الضغط عليه، غير منحل عملياً في الماء البارد والكحول، ويكون عديم الرائحة وله طعم خفيف مميز
وله أنواع عديدة هي:
- نشا القمح
- نشا البطاطا
- نشا الذرة
- نشا الأرز.

## الاستعمالات
يستعمل النشا صيدلانياً مزلقا وممددا ومفتتا للكبسولات والمضغوطات، وكذلك رابطا في المضغوطات.
كما قد يستخدم واقيا في تحضيرات المراهم المطبقة على الجلد.

## حفظ المادة
يجب أن يحفظ في عبوات محكمة الإغلاق في أماكن جافة وباردة.